# Helmut Stolper

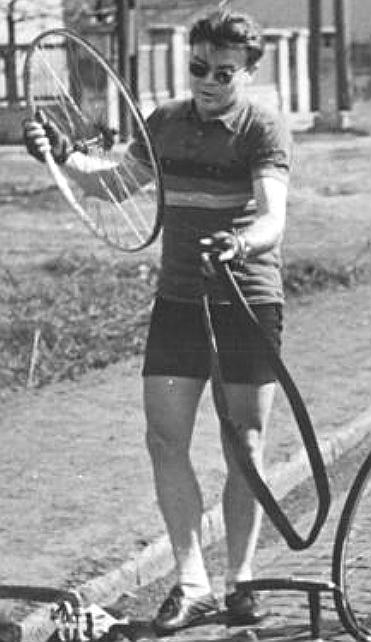
Stolper mit Reifenpanne, 1955

Helmut Stolper (* 12. Juni 1928 in Ebersbach; † 12. Juli 2013) war ein deutscher Radrennfahrer, der in den 50er Jahren in der DDR aktiv war.
Als 1954 zum ersten Mal das spätere DDR-Traditionsstraßenrennen Rund um Sebnitz gestartet wurde, trug sich der für die Betriebssportgemeinschaft (BSG) Lokomotive Bautzen startende und im Oberlausitzer Ebersbach beheimatete Helmut Stolper als Erster in die Siegerliste ein. Zuvor hatte er an der sechsten Ausgabe der DDR-Rundfahrt teilgenommen, bei der er in der Gesamtwertung den zwölften Platz belegt hatte. 1956 war Stolper Mitglied der Radsportsektion des SC Wismut Karl-Marx-Stadt, mit dessen Vierermannschaft er die DDR-Meisterschaft im Mannschaftszeitfahren gewann. Einen weiteren Sieg bei einem Debütrennen verbuchte Stolper im selben Jahr beim Sachsenringrennen im sächsischen Hohenstein-Ernstthal. Ebenfalls 1956 setzte er sich bei den Ausscheidungsrennen für das Dreiländer-Etappenrennen Internationale Friedensfahrt durch. Bei seiner ersten Friedensfahrtteilnahme kam er auf den 23. Platz. 1957 gehörte Stolper erneut zur DDR-Nationalmannschaft bei der Friedensfahrt. Auf der neunten Etappe erreichte er mit Platz vier sein bestes Tagesergebnis seiner Friedensfahrtkarriere, in der Gesamtendwertung kam er als zweitbester DDR-Fahrer auf den zehnten Rang. 1958 errang Stolper Siege im internationalen Erzgebirgsrennen „Rund um Venusberg“ und im Großen Diamant-Preis. Mit dem SC Wismut wurde er Dritter beim Mannschaftszeitfahren und bei der DDR-Rundfahrt 1958 Neunter.
Helmut Stolper ist der Vater von Frank Stolper, der Anfang der 1980er Jahre für den SC Karl-Marx-Stadt Radrennen bestritt.